# Aderus subangulatus
Aderus subangulatus é uma espécie de inseto besouro da família Aderidae. Foi descrita cientificamente por Maurice Pic em 1922.

## Distribuição geográfica
Habita em Bioko (Guiné Equatorial).